# Parma microlepis
Parma microlepis là một loài cá biển thuộc chi Parma trong họ Cá thia. Loài này được mô tả lần đầu tiên vào năm 1862.

## Từ nguyên
Từ định danh được ghép bởi hai âm tiết trong tiếng Latinh: micro ("nhỏ") và lepis ("vảy"), hàm ý đề cập đến lớp vảy cá của loài này nhỏ hơn so với các loài Glyphisodon (= Abudefduf).

## Phạm vi phân bố và môi trường sống
P. microlepis là một loài đặc hữu của Úc và chỉ được tìm thấy ở vùng biển phía đông nam nước này, từ bang New South Wales trải dài đến vịnh Port Phillip (bang Victoria) ở phía tây và bờ đông bang Tasmania ở phía nam. Chúng sống tập trung gần những rạn đá ngầm ở độ sâu đến 30 m.

## Mô tả
Chiều dài tối đa được ghi nhận ở P. microlepis là 20 cm. Cá trưởng thành có màu vàng nâu (cá cái) đến xám đen (cá đực). Cá con có màu sắc tươi sáng hơn: màu cam với các sọc đốm màu xanh lam óng khắp cơ thể, có một đốm đen lớn viền xanh trên vây lưng (tiêu biến khi lớn lên). Đặc điểm của loài cá này là một vệt trắng nổi bật phía sau đầu, xuất hiện ở cả cá trưởng thành và cá con. Cá đực thường xuất hiện thêm những vệt màu sáng trên đầu khi vào mùa sinh sản.
Số gai ở vây lưng: 13; Số tia vây ở vây lưng: 16–18; Số gai ở vây hậu môn: 2; Số tia vây ở vây hậu môn: 14–16; Số tia vây ở vây ngực: 20–21; Số gai ở vây bụng: 1; Số tia vây ở vây bụng: 5.

## Sinh thái học
P. microlepis là loài ăn tạp, thức ăn của chúng bao gồm tảo và những loài thủy sinh không xương sống nhỏ. Tuổi thọ lớn nhất được biết đến ở loài cá này là 37 năm tuổi.
Mùa sinh sản diễn ra vào cuối mùa xuân (tháng 10 đến tháng 12). Cá đực có tập tính bảo vệ và chăm sóc trứng; trứng bám vào nền tổ. Cá đực trở nên khá hung hăng vào thời điểm này, và có thể tấn công cả thợ lặn nếu họ bơi gần tổ của chúng. Chúng có xu hướng chiếm giữ một vùng lãnh thổ rộng lớn hơn trong mùa sinh sản so với khoảng thời gian không sinh sản.